# Herdorf
Herdorf es una ciudad en el distrito de Altenkirchen, en Renania-Palatinado, Alemania. Está situado en el río Heller, aproximadamente a 12 km al suroeste de Siegen. A fecha de 31 de diciembre del 2007, cuenta con una población de 7.118 habitantes, sobre un área de 18 km² y una densidad de 395 hab/km²

## Geografía

### Barrios
Está compuesta por tres barrios:
- Herdorf
- Dermbach
- Sassenroth

### Demografía
| - 1815 – 893 - 1835 – 1219 - 1871 – 2269 - 1905 – 5124 - 1939 – 5.581 - 1950 – 6367 | - 1961 – 7.425 - 1965 – 7.580 - 1970 – 7.734 - 1975 – 7.420 - 1980 – 7.156 - 1985 – 7.002 | - 1987 – 7.213 - 1990 – 7.419 - 1995 – 7.489 - 2000 – 7.384 - 2005 – 7.155 |

## Personajes ilustres
- August Sander. Fotógrafo

## Galería de imágenes
|  |  |  |